# Étienne Laspeyres
Pour les articles homonymes, voir Laspeyres.
(Ernst Louis) Étienne Laspeyres (né le 28 novembre 1834 à Halle et décédé le 4 août 1913) est un économiste et statisticien allemand. 
D’origine française Occitane, il était le descendant d'une famille huguenote originaire de Nérac (Lot-et-Garonne) qui avait émigré à Berlin en 1696. Cette origine explique à la fois ses prénoms français et son insistance pour que son nom soit prononcé à l'occitane laspe-y-res ("Las peiras" signifie "les pierres" en français).
En 1871, alors qu’il est professeur et chercheur à l’Université de Tartu (à l’époque ville germanique de l’Empire russe, aujourd’hui en Estonie), il met au point une formule mathématique permettant de mesurer l'évolution des prix entre deux dates. Elle consiste à pondérer les prix des deux années considérées par les quantités consommées l'année initiale. 
L’indice des prix de Laspeyres est en concurrence avec l'indice des prix de Paasche.